# Parlamentswahl in Katalonien 1995
- IC-V: 11
- ERC: 13
- PSC: 34
- CiU: 60
- PPC: 17

Die Parlamentswahl 1995 in Katalonien fand am 19. November 1995 statt. Gewählt wurde das fünfte Parlament der Autonomen Gemeinschaft Katalonien. Alle 135 Sitze im Parlament standen zur Wahl.

## Wahlsystem
Das Parlament von Katalonien war die zweckbestimmte, einkammrige Legislative der Autonomen Gemeinschaft Kataloniens, die über eine legislative Befugnis in regionalen Angelegenheiten im Sinne der spanischen Verfassung und des katalanischen Autonomiestatuts sowie über die Möglichkeit verfügt, einem Regierungspräsidenten das Vertrauen zu schenken oder es zu entziehen. Die Abstimmung für das Parlament erfolgte auf der Grundlage des allgemeinen Wahlrechts, das alle über achtzehnjährigen Staatsangehörigen umfasste, die in Katalonien registriert waren und in voller Ausübung ihrer politischen Rechte standen.
Die 135 Mitglieder des Parlaments von Katalonien wurden nach der D’Hondt-Methode und nach einem geschlossenen Verhältniswahlsystem gewählt, wobei in jedem Wahlkreis ein Schwellenwert von 3 Prozent der gültigen Stimmen – einschließlich leerer Stimmzettel – gilt. Parteien, die die Schwelle nicht erreichten, wurden bei der Sitzverteilung nicht berücksichtigt. Darüber hinaus könnte die Anwendung der D’Hondt-Methode je nach Bezirksgröße zu einem effektiven Schwellenwert von über drei Prozent führen. Die Sitze wurden den Wahlkreisen zugewiesen, was den Provinzen Barcelona, Girona, Lleida und Tarragona entspricht. Jedem Wahlkreis wurde eine feste Anzahl von Sitzen zugewiesen: 85 für Barcelona, 17 für Girona, 15 für Lleida und 18 für Tarragona.
Das Wahlgesetz sah vor, dass Parteien, Verbände, Koalitionen und Wählergruppen Kandidatenlisten vorlegen durften. Die Zusammenschlüsse von Wählern waren jedoch verpflichtet, die Unterschrift von mindestens einem Prozent der in dem Wahlkreis, für den sie sich zur Wahl gestellt hatten, eingetragenen Wähler sicherzustellen. Den Wählern wurde es untersagt, für mehr als eine Liste von Kandidaten zu unterschreiben. Gleichzeitig waren Parteien und Verbände, die beabsichtigen, eine Koalition einzugehen, um gemeinsam an einer Wahl teilzunehmen, verpflichtet, die zuständige Wahlkommission innerhalb von zehn Tagen nach der Einberufung der Wahl zu informieren.

## Wahldatum
Die Amtszeit des Parlaments von Katalonien endete vier Jahre nach dem Datum seiner letzten Wahl, es sei denn, es wurde früher aufgelöst. Der Regierungspräsident war verpflichtet, fünfzehn Tage vor Ablauf des Parlaments eine Wahl einzuberufen, wobei der Wahltag innerhalb von sechzig Tagen nach der Einberufung stattfindet. Die letzte Wahl fand am 15. März 1992 statt, was bedeutet, dass die Amtszeit des Parlaments am 15. März 1996 abgelaufen wäre. Die Wahl musste spätestens am 29. Februar 1996 stattfinden, und zwar am sechzigsten Tag nach der Wahl, wobei der spätestmögliche Wahltermin für das Parlament am Montag, den 29. April 1996 festgelegt wurde.
Der Regierungspräsident hatte das Vorrecht, das Parlament von Katalonien aufzulösen und eine Schnellwahl durchzuführen, sofern kein Misstrauensantrag vorliegt und die Auflösung nicht vor Ablauf eines Jahres seit einem früheren im Rahmen dieses Verfahrens erfolgt ist. Sollte ein Investiturverfahren nicht innerhalb von zwei Monaten nach dem ersten Wahlgang einen Regionalpräsidenten wählen, sollte das Parlament automatisch aufgelöst und eine Neuwahl durchgeführt werden.

## Wahlergebnisse

Kartografische Darstellung des Ergebnisses:
Links: Sitzverteilung im katalanischen Parlament nach der Wahl 1999.
Rechts: Wahlergebnisse in den 4 Wahlkreisen.
Mitte: Mehrheiten nach Wahlbezirken

### Insgesamt
|  | Partei | Parteilisten- Stimmen | Stimmen in % | Sitze |
|  | --- | --------------------- | ------------ | ----- |
|  | Convergència i Unió (CiU) - Convergència Democràtica de Catalunya (CDC) - Unió Democràtica de Catalunya (UDC) | 1,320,071             | 40,95 %      | 60    |
|  | (PSC-CPC) - Partit dels Socialistes de Catalunya (PSC-PSOE) - Ciutadans pel Canvi (CPC)                       | 802,252               | 24,89 %      | 34    |
|  | Partit Popular (PPC)                                                                                          | 421,752               | 13,08 %      | 17    |
|  | Iniciativa per Catalunya Verds (ICV)                                                                          | 313,092               | 9,71 %       | 11    |
|  | Esquerra Republicana de Catalunya (ERC)                                                                       | 305,867               | 9,49 %       | 13    |
|  | Sonst. | 29,501                | 0,91 %       | -     |
|  | Insgesamt | 3,223,952             | 100,0 %      | 135   |